# Melodii pentru copii
Melodii pentru copii (rum. Melodie dla dzieci) – czwarty długogrający album Cleopatry Stratan wydany w 2012 roku.

## Lista utworów
1. Când voi crește mare
2. Moș Martin
3. Mama Mea e cea mai
4. Vesel iepuraș
5. Frățiorul meu
6. Trei buburuze
7. Hopa-hop
8. Ursulețul bambulică
9. Pentru noi doi
10. Parcul zoologic